# Контрольная точка (компьютерные игры)

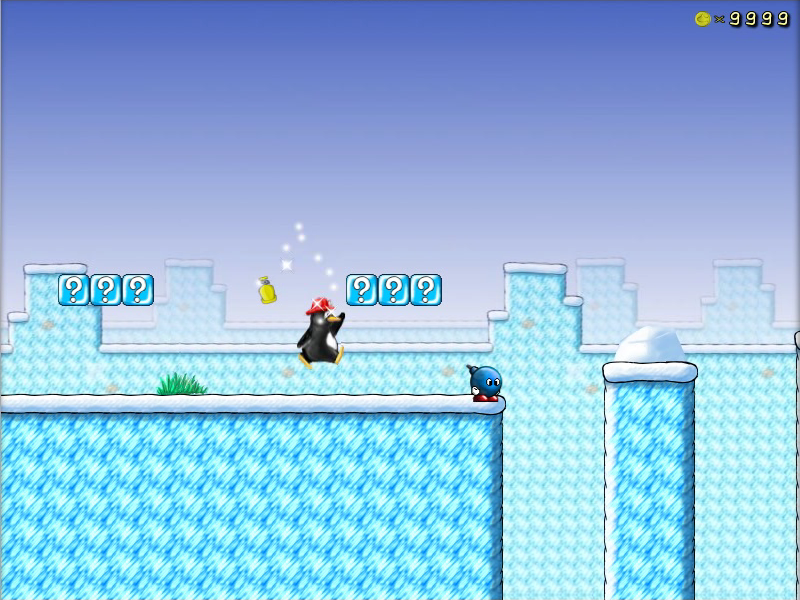
Снимок экрана из SuperTux. Персонаж проходит контрольную точку в виде золотого колокола

Контро́льная точка (англ. checkpoint) — в компьютерных играх представляет собой игровую механику или технологию, сохраняющую состояние игры в определённых разработчиками местах, и позволяющую в последующем, в случае смерти персонажа, начинать игру с сохранённого состояния. Такое сохранение происходит в местах, которых игрок достиг самостоятельно, и позволяет в случае завершения игры переигрывать не всю игру, а продолжить с места, где произошло сохранение. Контрольные точки проектируются заранее и могут быть также использованы в качестве места, где игрок может отдохнуть, приобрести экипировку, изменить маршрут и тому подобное.

## В проектировании игр
Некоторые игры выполняют сохранение в контрольных точках автоматически, не спрашивая у игрока. Такой подход в ряде случаев лучше традиционного сохранения, так как если игрок преодолевает сложный и захватывающий эпизод игры, предоставляющий новую интересную область для исследования, то он может забыть сохраниться, и после гибели придётся проходить заново. Повторное прохождение в свою очередь снижает играбельность, так как игроки не любят повторять одно и то же. Ещё одной причиной в пользу использования автоматических контрольных точек является то, что процесс сохранения, инициированный самим игроком, уменьшает погружение в игру, так как эти действия напоминают пользователю, что он находится в компьютерной игре. Если же это происходит автоматически, то игровой опыт становится более прозрачным.
Игра может напоминать пользователю, что сохранение в контрольной точке произошло. Например, в игре Moon Patrol необходимо преодолеть на луноходе большое расстояние, и по мере движения игроку сообщается, что он достиг контрольной точки. Далее в случае потери жизни игра продолжается уже с последней контрольной точки, и игрок это быстро понимает.
Часто место сохранения синхронизировано с игровым уровнем, и таким образом игра разделяется на несколько эпизодов в нескольких аспектах — представления прохождения игры, технологии сохранения, возможности игроку отдохнуть между уровнями и так далее.
В некоторых играх, например гонках Out Run, имеется механика таймера, когда в начале игры даётся некоторый запас времени, и игрок должен пройти за него трассу. По окончании трассы фиксируется оставшееся время, и оно переносится на следующую трассу, для прохождения которой предоставляется дополнительное время. Если игрок не успевает пройти трассу, то игра заканчивается. Если прохождение успешно, то происходит сохранение в контрольной точке, информация которого представляет собой не только факт прохождения уровня, но и состояние после его завершения. Это стимулирует игроков проходить отдельные трассы как можно быстрее, выполняя это несколько раз, для того, чтобы можно было в последующем с большей вероятностью пройти всю игру. Объединение контрольной точки с уровнем не обязательно, может например рассматриваться некоторая под-цель. Например, в гоночной игре San Francisco Rush трасса разделяется на несколько отрезков с контрольной точкой в конце каждого из них, и при его прохождении игроку дополнительно сообщается о том, насколько хорошо он проходит трассу. Для ролевых игр тот же подход может быть выражен в выполнении второстепенных квестов. В нелинейных играх контрольные точки могут быть расставлены в локациях игрового мира, и при попадании в них происходит автоматическое сохранение.
Автоматическое сохранение в контрольных точках может использоваться как альтернативная механика к жизням. Вместо того, чтобы предоставлять игроку несколько жизней, при потере которых игра заканчивается, разработчики могут разделить прохождение игры на последовательность секций с контрольными точками, и игрок в случае неудачи пробует проходить её снова и снова, не возвращаясь в начало игры. При проектировании контрольных точек может возникнуть ситуация, когда игрок после сохранения не может пройти игру дальше (например, из-за отсутствия необходимой экипировки). В этом случае он попадает в цикл-ловушку, из которого не может выбраться, так как постоянно погибает и не может пройти и достигнуть другой контрольной точки.
Контрольные точки могут быть как видимые, так и невидимые для игрока. Видимые предоставляют игроку цель, дают чувство безопасности, при активации могут проигрываться анимации и игрок ощущает результат достижения. В то же время, такие контрольные точки могут быть наигранными, и иногда требуют объяснения в игровом мире. С другой стороны, невидимые контрольные точки не прерывают погружение в игру, а игрок может даже не знать, что сохранение произошло, и таким образом, место восстановления после гибели может оказаться сюрпризом, а при успешной игре нет уверенности в том, насколько далеко произошло последнее сохранение.
Во время проектирования игр с контрольными точками рекомендуется:
- сохранять в контрольных точках направление движения героя, так как во время возрождения игрок может оказаться дезориентированным;
- избегать размещать контрольные точки рядом с опасностями или местами, где игрового персонажа могут обнаружить враги; иначе после возрождения он получит повреждения или погибнет;
- реализовывать так, чтобы возрождение происходило на земле; также, это место должно быть плоским и не вызвать коллизий с окружающими предметами;
- делать короткие анимации во время возрождения;
- обеспечивать безошибочное сохранение данных когда бы ни произошло автоматическое сохранение; по возможности сделать так, чтобы у игрока не возникло желания использовать традиционное сохранение, что влечёт дополнительные действия в меню игры.